# Mineral megye (Nyugat-Virginia)
Mineral megye az Amerikai Egyesült Államokban, azon belül Nyugat-Virginia államban található. Megyeszékhelye és legnagyobb városa Keyser. Lakosainak száma 26 938 fő (2020. április 1.). Mineral megye Allegany, Garrett, Grant, Hampshire és Hardy megyékkel határos.

## Népesség
A megye népességének változása:
| Lakosok száma | 28 248 | 28 099 | 27 944 | 27 704 | 27 451 | 26 938 |
|               | 2010   | 2011   | 2012   | 2013   | 2015   | 2020   |